# Абу бен Адам
«Абу бен Адам» (англ. Abou Ben Adhem) — стихотворение английского поэта Ли Ханта, написанное в 1834 году. Опубликовано в 1838 году в третьем томе антологии «Книга драгоценностей: Поэты и художники Великобритании» (англ. The Book of Gems: The Poets and Artists of Great Britain), составленной С. К. Холлом, под названием «Абу бен Адам и ангел» (англ. Abou Ben Adhem and The Angel), и затем вошло в сборники Ханта «Поэтические труды» (англ. The Poetical Works of Leigh Hunt; 1844) и «Рассказы в стихах» (англ. Stories in Verse; 1855).
Герой стихотворения — знаменитый суфийский поэт и мистик VIII века Ибрахим ибн Адхам. Хант позаимствовал сюжет из книги Бартелеми д’Эрбело «Восточная библиотека» (1697), д’Эрбело, в свою очередь, вероятно, пользовался средневековыми арабскими источниками, а интерес Ханта к его книге виден и в нескольких других стихотворениях.
Абу бен Адам (кровь его да пребудет сильна!)

Восстал до зари из глубин безмятежного сна,

И зрел, что в покоях его, озарённых луной,

Подобен сиянием нежным фиалке весной,

Над книгой златой некий ангел чело преклонил.

Но сон Бен Адаму придал и отваги, и сил

Спросить у виденья, от коего ночью светло:

«Что пишешь в неё ты?» — И ангел, подъемля чело,

Ответствует, сладостный свет проливая с лица:

«Тут перечень тех, кто поистине любит Отца».

«А есть ли в нём я?» — Головою посланец небес

Качает; Абу же ему отвечает не без

Решимости: «Что ж, запиши на листах золотых:

Я тот, кто поистине любит собратьев своих».

И ангел кивнул и исчез, по прошествии дня

Явившись опять, ослепительным светом пьяня.

«Вот те, кого любит Господь, кто почиет на Божьей груди».

И се! Бен Адам в этом перечне всех впереди.

Перевод Дмитрия Кузьмина
По мнению писателя Александра Айрленда, друга Ханта и автора статьи о нём в Национальном биографическом словаре, именно это стихотворение «обеспечило ему место на скрижалях английского языка» (англ. has assured him a permanent place in the records of the English language). Цитата из «Абу бен Адама» — Write me as one that loves his fellow-men (с англ. — «Запиши меня как того, кто любит своих собратьев») — выбита на надгробии поэта на кладбище Кенсал-Грин.
Тема стихотворения — любовь к ближнему как наивысшее проявление любви к Богу — сделала его популярным примером в англоязычной религиозной публицистике. В XIX веке оно многократно становилось объектом пародий и пастишей (с названиями вроде «Абу бен Батлер», «Абу бен Фолсом», «Адам Макадам»), чаще любых других стихотворений Ханта.
Стихотворение было положено на музыку английской певицей Лизой Леман (1910) и американским композитором Леонардом Лерманом (1979). Известны немецкие переводы Луизы Бюхнер (в её антологии «Поэтические голоса с Родины и из-за границы, отобранные для женщин и девушек», 1859), Отто Леонарда Хойбнера, Георга Перца (в авторском сборнике переводов английской поэзии «Чужие и свои», 1862) и Ханса Хеннеке (в сборнике «Английская поэзия от Шекспира до Йейтса», 1938), чешский перевод Ярослава Врхлицкого (в его авторской антологии «Современные английские поэты», 1898) и русский перевод Дмитрия Кузьмина (2017), а также вольное переложение на испанский Франсиско Хавьера Ами (в сборнике пуэрто-риканской поэзии, 1879).
По стихотворению Ханта названа ложа парамасонского благотворительного общества Shriners в Спрингфилде.